# Montacuta elevata
Montacuta elevata är en musselart. Montacuta elevata ingår i släktet Montacuta och familjen Lasaeidae. Inga underarter finns listade i Catalogue of Life.